# Jennifer O'Dell
Jennifer O’Dell (Ridgecrest (Californië), 27 november 1974) is een Amerikaanse actrice.

## Biografie
O'Dell is geboren in Ridgecrest (Californië), maar zij groeide op Hawaï op en verhuisde toen zij acht was weer met haar familie naar Californië. O'Dell was in haar jeugd al gecharmeerd van acteren en op achtjarige leeftijd werd zij uitgekozen bij een auditie voor een televisiecommercial voor een snoepfabrikant. Op de high school nam zij een jaar vrijaf om van haar jeugd te genieten en toen zij haar diploma haalde wilde zij meteen doorgaan met haar carrière als actrice.
O'Dell begon in 1994 met acteren in de televisieserie General Hospital. Hierna heeft zijn nog meerdere rollen gespeeld in televisieseries en films, zoals Beverly Hills, 90210 (1998-1999) en The Lost World (1999-2002).
Zij is ook een professionele spinninginstructeur. O'Dell is getrouwd en heeft uit dit huwelijk twee zonen.

## Filmografie

### Films
- 2013 Nomad the Beginning - als Stephanie
- 2010 Black Widow – als Natalie
- 2008 The Man Who Came Back – als Elena
- 2007 Nevermore – als Lydia Usher
- 2007 Saving Sarah Cain – als Madison Miller
- 2006 Slayer – als Dr. Laurie Williams
- 2005 Window Theory – als Stephanie
- 2000 Point Doom – als Stephanie
- 1999 Molly – als actrice op tv
- 1999 The Lost World – als Veronica
- 1998 Sometimes They Come Back… for More – als Mary
- 1997 A spasso nel tempo: I'avventura continua – als Ragazza Saloon
- 1996 Wiseguy – als blonde vrouw

### Televisieseries
Uitgezonderd eenmalige gastrollen.
- 1999 – 2002 The Lost World – als Veronica Layton – 66 afl.
- 1999 Beverly Hills, 90210 – als Katie – 2 afl.
- 1994 General Hospital – als Lana James - ? afl.